# Relanges
Relanges là một xã, nằm ở tỉnh Vosges trong vùng Grand Est của Pháp. Xã này có diện tích 13,87 km², dân số năm 1999 là 236 người. Xã này nằm ở khu vực có độ cao từ 279–403 m trên mực nước biển.
Dân địa phương tiếng Pháp gọi là Arlangeois.

## Biến động dân số
| 1962                                         | 1968 | 1975 | 1982 | 1990 | 1999 |
| -------------------------------------------- | ---- | ---- | ---- | ---- | ---- |
| 280                                          | 316  | 329  | 284  | 248  | 236  |
| Số liệu từ năm 1962: Dân số không tính trùng |      |      |      |      |      |